# 護理領域中的男性

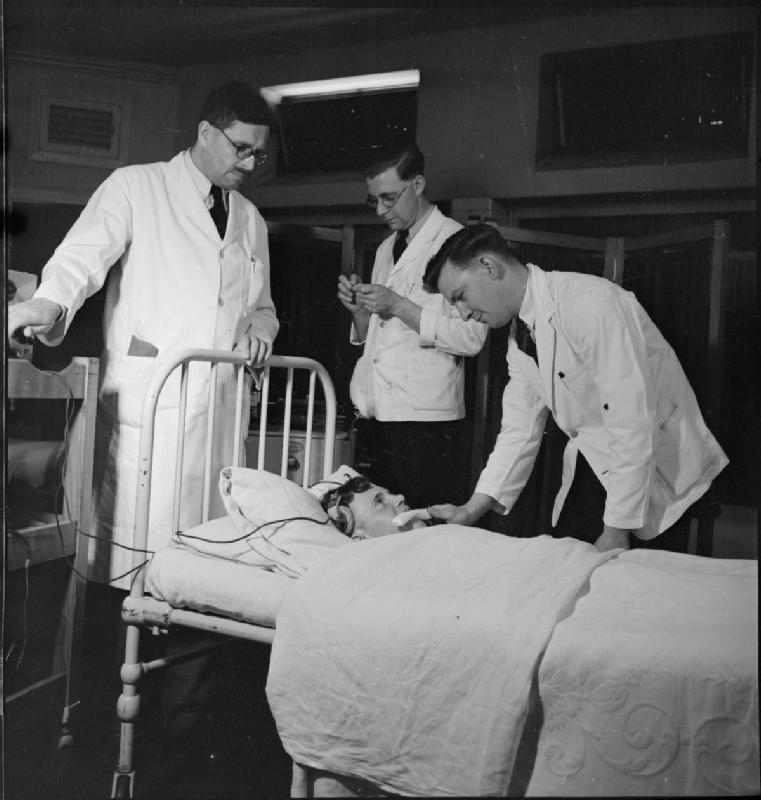
1943年，英國的兩名男護士（右、中）給病人設置電痙攣療法。

男護理師或男護士，有時又被稱為男丁格爾，是男性的護理人員。

## 人數
男性在護理人員中占少數，但近年來成長很快，且在就業上非常搶手。中國在1990年代開始有護理科少量招收男生。在2011年，台灣護理師的男女比是1:82，至2018年，男護理師人數成長超過2.5倍，男女比降至1:36。
男護理師在英國佔10%、加拿大6.4%、美國9%。

## 分佈單位
男護理師較常分佈在急重症、開刀房、精神科，在婦產科較不方便，有時會被患者或其家人拒絕。

## 優勢
男性平均力氣較大，許多文化也更看重男性的自主決定權，因此男護士在體力、突發事件的反應和處理能力上比女護士更有優勢。

## 社會眼光
因為護理人員傳統上被視為是女性的職業，男性從事護理工作有時會被質疑其陽剛氣質。也有些女性病人不願意讓男性護理師照顧。